# Reinhold das Nashorn
Reinhold das Nashorn ist ein Comicstrip über ein anthropomorphes Nashorn mit Zeichnungen von Loriot und Versen von Wolf Uecker. Er erschien ab 1953 insgesamt siebzehn Jahre lang zunächst im Sternchen, der Kinderbeilage der deutschen Zeitschrift Stern, und später im Stern selbst. Daneben wurden mehrere Bücher mit Folgen des Comics veröffentlicht.

## Inhalt und Analyse
Die Folgen des Comicstrips erzählen abgeschlossene Geschichten. Sie bestehen aus vier bis sechs Bildern, die jeweils mit einem Doppelvers versehen sind. Diese Verse sind für das Verständnis der Geschichte nicht unbedingt nötig. Der Kunstdidaktiker Dietrich Grünewald vermutet deshalb, dass sie zur Steigerung der Akzeptanz der Geschichten eingesetzt wurden. So erinnerten die Comicstrips mit den Versen an die Bilderbögen von Wilhelm Busch, die dem Publikum vertraut und kulturell akzeptiert waren und sich damit von den in den 1950er Jahren noch mit einem Negativimage behafteten Comics unterschieden.
Inhalt des Strips sind die Abenteuer des Nashorns Reinhold, das vermenschlicht dargestellt ist. So läuft es auf zwei Beinen, bewegt sich normal durch ein menschliches Umfeld und interagiert dabei mit den Menschen. Im Zweifarbdruck ist es rot-orange gefärbt, die Menschen sind hingegen schwarz-weiß gezeichnet und erscheinen als für Loriot typische Knollennasenmännchen.
Zu Beginn der Serie stehen vor allem Absurdität und Clownerie im Vordergrund; das Nashorn scheint noch ein Kind zu sein. Ein Beispiel hierfür ist die zweite Folge der Serie. Darin ist Reinhold auf seinem Fahrrad zu sehen, das in den ersten Folgen eine zentrale Rolle spielt. Als eine Straßenbahn an ihm vorbeifährt, kommt er auf die Idee, auch Strom zur Fortbewegung zu benutzen. Er stellt sich auf den Sitz des Fahrrads, hält sein Horn an die Oberleitung und bewegt sich dadurch mit dem Fahrrad fort.
Im Laufe der Serie kam es zu einer Verschiebung des inhaltlichen Schwerpunkts. Reinhold erscheint älter und reifer, im Fokus liegen nun eher seine Gewitztheit und Cleverness. Als Gegengewicht zum reiferen Reinhold tritt in mehreren der späteren Folgen sein kleiner Neffe Paul auf und übernimmt die Rolle des Naiven und Clownesken. Ein Beispiel für die inhaltliche Veränderung ist die Folge, die im Sammelband von 1968 unter dem Titel Der Fensterputzer veröffentlicht wurde. Hier erhält Reinhold von einem Mann den Auftrag, ein dreckiges Fenster zu putzen. Als ihm das nicht gelingt, stößt er verärgert seine Leiter durch das Fenster, das dabei kaputt geht. Er entfernt auch das restliche Glas und präsentiert seinem Auftraggeber stolz die klare Sicht ins Freie, der zufrieden darauf reagiert.
Der Germanist Stefan Neumann, der seine Dissertation zum Leben und Werk Loriots verfasste, sieht zwei Gründe für die Verschiebung des inhaltlichen Fokus. Zum einen erschloss sich Reinhold das Nashorn um 1960 durch den Wechsel von der Kinderbeilage Sternchen in das Stern-Heft ein neues erwachsenes Publikum. Zum anderen lasse sich die Veränderung auch mit dem veränderten Kinderbild in der Bundesrepublik erklären, das sich vom Betonen der „kindlichen Unschuld“ in den 1950er Jahren hin zu mehr Selbstständigkeit und gesellschaftlicher Einbeziehung gewandelt habe.

## Veröffentlichung
Loriot zeichnete ab 1950 für den Stern. Ab Juni 1953 lag der Zeitschrift die Kinderbeilage Sternchen bei, in der Reinhold das Nashorn zunächst erschien. Der Name des Nashorns war eine Idee von Wolf Uecker, der auch die Verse verfasste. Die Ideen der meisten Folgen stammten nach Aussage Ueckers von Loriot, einige wenige gingen auch auf ihn zurück. Im Gegensatz zu seiner sonstigen Mitarbeit beim Stern hatte Loriot für Reinhold das Nashorn einen festen Vertrag abgeschlossen. Dieser blieb auch bestehen, als Loriot 1954 einen exklusiven Vertrag beim Verlag Th. Martens & Co. unterschrieb, der Veröffentlichungen in anderen als den verlagseigenen Zeitschriften Weltbild und Quick ausschloss. Ein Wechsel von Reinhold das Nashorn vom Sternchen in den Stern wurde erst nach längeren Verhandlungen 1959 von Th. Martens & Co. erlaubt. Das Sternchen wurde 1961 als Kinderbeilage eingestellt und war von da an auf einer Doppelseite Teil des Stern. Reinhold das Nashorn erschien bis 1969 oder 1970 im Stern.
1954 erschien das Buch Reinhold das Nashorn als Sternchen-Buch 1 im Blüchert Verlag. Es enthielt Folgen der Sternchen-Reihe und war Loriots erste Buchpublikation; im selben Jahr folgte im Diogenes Verlag das Buch Auf den Hund gekommen mit Zeichnungen der gleichnamigen Stern-Serie. Neben Loriot und Wolf Uecker war an dem Buch Reinhold das Nashorn auch der Stern-Redakteur Günter Dahl beteiligt, der einen einführenden Text sowie Verbindungstexte zwischen den Cartoons verfasste. 1968 folgte ein weiterer Sammelband im Diogenes Verlag, bei dem Versdichter Wolf Uecker nun unter dem Pseudonym Basil genannt wurde. Lizenzausgaben erschienen 1971 im Peter Niemann Verlag und 1976 im Rowohlt Verlag als Teil der Rororo-Rotfuchs-Reihe. 2024 erschien ein weiteres Buch bei Diogenes. Es enthält Episoden aus den Jahren 1953 und 1954, allerdings ohne die Begleitverse. In den 1950er Jahren wurde zudem ein Kuscheltier von Reinhold auf den Markt gebracht.
Daneben veröffentlichte Loriot auch eine Folge, die im April 1956 im Sternchen erschienen war, in seinem autobiografischen Buch Möpse & Menschen von 1983. Sie zeigt, wie der verdreckte Reinhold in eine chemische Reinigung geht und dort von einem Mitarbeiter in einen großen Waschkessel gehievt wird. Danach hat er zwar seine rote Farbe verloren, die Dreckflecken sind aber noch immer da. Die Folge führte zu einem Briefwechsel zwischen dem Stern und dem Hauptverband Färberei und chem. Reinigung in der Bundesrepublik Deutschland, der in Möpse & Menschen abgedruckt wurde und trotz oder gerade wegen der Ernsthaftigkeit der Beschwerde des Verbandes sehr komisch wirkt. So sah der Verband in der Folge eine „Herabsetzung und Verächtlichmachung des Chemisch-Reinigungs-Gewerbes“, was besonders schwer wiege, da „dem jugendlichen Gedächtnis solche Darstellungen leicht haften bleiben“.

## Buch-Ausgaben
- Loriot, Wolf Uecker, Günther Dahl: Reinhold das Nashorn. Blüchert, Stuttgart 1954.
- Loriot, Basil: Reinhold das Nashorn. Diogenes, Zürich 1968.
- Loriot, Basil: Ich male Reinhold das Nashorn. Peter Niemann, München 1971, ISBN 3-87610-256-1.
- Loriot, Basil: Reinhold das Nashorn. Rowohlt, Reinbek 1976, ISBN 3-499-20122-4.
- Loriot: Reinhold das Nashorn. Diogenes, Zürich 2024, ISBN 978-3-257-02192-9.